# Дидие Анжу
Вижте пояснителната страница за други личности с името Анжу.
Дидие Анжу (на френски: Didier Anzieu) е френски психоаналитик, който става известен със самостоятелните си проучвания на Фройд и груповата динамика. Учи философия и е ученик на Даниел Лагаш.
От влиянието на други психоаналитици като Мелани Клайн и Хайнц Кохут, той се опитва с голям финес, не да анализира произведения на изкуството, а по-скоро на творческия процес на създаване.

## Творчество
- Analytisches Psychodrama mit Kindern und Jugendlichen, Paderborn: Junfermann 1984
- Freuds Selbstanalyse und die Entdeckung der Psychoanalyse, München: Verlag Internationale Psychoanalyse 1990 (Übersetzung der 3., überarbeiteten und aktualisierten frz. Ausgabe von 1988)
- Das Haut-Ich, Frankfurt: Suhrkamp 1991